# Bitwa pod Palembang
Bitwa pod Palembang – bitwa stoczona od 14 do 15 lutego 1942 roku podczas kampanii w Holenderskich Indiach Wschodnich w czasie II wojny światowej. Toczyła się ona w pobliżu Palembang na wyspie Sumatra pomiędzy wojskami japońskimi a oddziałami ABDA. Głównym celem Japończyków było przejęcie złóż ropy naftowej przed zniszczeniem ich przez siły alianckie.

## Siły

### Siły alianckie
W styczniu 1942 z powodu niebezpieczeństwa ze strony japońskiej, jednostki RAF i RAAF skoncentrowały się na wyspie Sumatra znajdującej się w Holenderskich Indiach Wschodnich. Przydzielono je do lotnisk położonych niedaleko Palembang, a mianowicie: P1, które znajdowało się około 12 kilometrów od miasta, i znacznie bardziej ukryte P2 znajdujące się w Prabumulih. Na tych lotniskach od początku lutego stacjonowała 225 Grupa Bombowa RAF, która dotarła do Palembang z Bliskiego Wschodu i Egiptu, i 226 Grupa Myśliwska RAF, która została przetransportowana na Sumatrę przez lotniskowiec HMS Indomitable. W angielskich jednostkach RAF służyło wielu australijskich pilotów. Ogólnie wojska lotnicze aliantów liczyły około 35 Lockheed Hudsonów, 40 Bristol Blenheimów, 30 Hawker Hurricane’ów i 30 Curtiss Hawków. Alianckie wojska lądowe składały się z około 2 tys. żołnierzy Królewskiej Armii Indii Holenderskich (KNIL), którzy posiadali dwa samochody pancerne i osiem dział polowych Stuk van 7 veld oraz z 6 Pułku Artylerii Przeciwlotniczej ciężkiej, który na stanie miał trzy armaty przeciwlotnicze 3,7-calowe i sześć armat przeciwlotniczych Bofors 40 mm.

### Siły japońskie

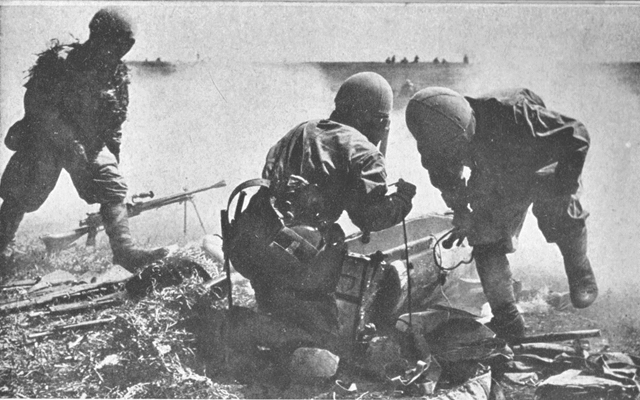
Japońscy spadochroniarze uzbrajający się w broń ze zrzutu

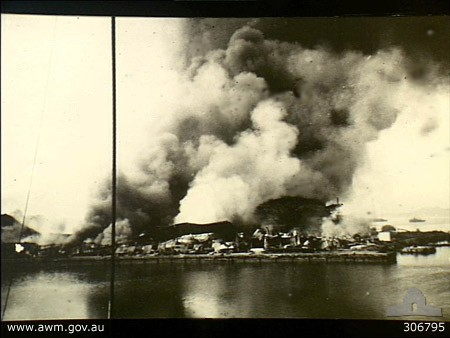
Płonący port w Oosthaven (dzisiejszy Bandar Lampung)

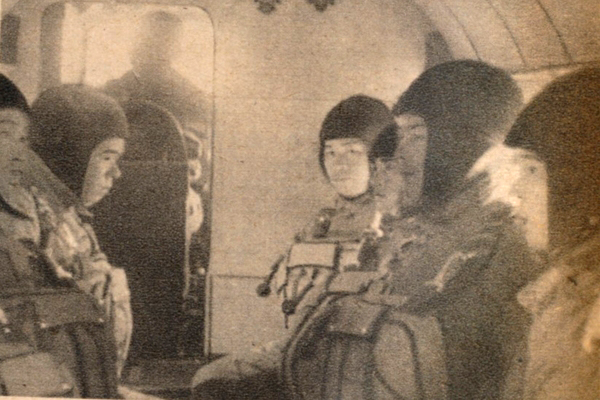
Japońscy spadochroniarze chwilę przed wyskoczeniem ze spadochronem

Do ataku z powietrza wyznaczono 330 japońskich spadochroniarzy z 2 Pułku Spadochronowego, którzy mieli zostać zrzuceni w kilku miejscach. Towarzyszyło im około 90 myśliwców, które miały wspomagać desant. Oprócz ataku spadochronowego Japończycy zorganizowali również desant morski. W skład niego wchodził 229 Pułk Piechoty oraz jeden batalion 230 Pułku Piechoty. Japońskie jednostki miały być dostarczone przez dwadzieścia dwa okręty transportowe, które były eskortowane przez kilkadziesiąt wojskowych okrętów.

## Przebieg bitwy
Pierwsze starcia miały miejsce już 6 lutego, kiedy to samoloty japońskie zbombardowały lotnisko P1. Doszło wtedy do starć w powietrzu, podczas których Japończycy zestrzelili cztery alianckie Hurricane’y i uszkodzili dwa kolejne. 14 lutego, jeszcze przed główną bitwą, alianckie lotnictwo zaatakowało kierujący się w stronę Palembang konwój japoński. Udało się wtedy zatopić statek transportowy Otawa Maru.
14 lutego o godzinie 11:26 pierwsza grupa spadochroniarzy wyskoczyła z samolotów w celu wylądowania w strefie zrzutu, jaką było P1. Cztery minuty później następna grupa wyskoczyła nad rafineriami ropy naftowej. Chwilę potem zrzucono rzut i rozpoczęto niskie ostrzeliwanie celów naziemnych. Rozpoczęły się również pierwsze walki powietrzne. 180 spadochroniarzy, którzy mieli wylądować na P1, ostatecznie wylądowało 3 km na południowy wschód od lotniska. Dodatkowymi problemami były gęsta roślinność, która utrudniała przemieszczanie, oraz zrzuty, które w dużej ilości wylądowały w niedostępnych miejscach. Przez te przeszkody większość spadochroniarzy była uzbrojona tylko w pistolety i granaty ręczne. Wieczorem pierwsi żołnierze z tej grupy dotarli do lotniska, nie napotykając wojsk alianckich. 60 spadochroniarzy z innej grupy po konfrontacjach z wrogiem również doszło do lotniska. P1 zostało opuszczone przez aliantów. Grupa, która została przydzielona do zajęcia rafinerii, zajęła ją, rozminowała i zabezpieczyła część złoża. Niezabezpieczona część została trafiona przez pocisk artyleryjski, przez co się podpaliła. Spadochroniarze zostali niedługo po tym wyparci z rafinerii. Przez panujący chaos duża część Japończyków nie dotarła w wyznaczone cele, a jeżeli już, często byli pozbawieni broni ze zrzutu. Następnego dnia po ponownym jej zajęciu przez atakujących w rafinerii około godziny 6:00 został wysadzony aliancki ładunek czasowy, który zniszczył 80% złoża. W tym samym czasie większość spadochroniarzy pierwszej grupy doszła do P1. Przeznaczeni do tego żołnierze japońscy doszli do Palembang i zajęli je. Wieczorem do miasta dotarł japoński konwój, który przejął od spadochroniarzy miasto. Ostatecznie wojska alianckie wycofały się z południowej Sumatry 16 lutego.